# Carta multiservizi della Difesa
La carta multiservizi della Difesa (in acronimo CMD), è un documento di riconoscimento, nella forma di carta a microcircuito, usata come documento di riconoscimento in Italia.
Introdotta nel 2003, è utilizzata da tutto il personale civile e militare alle dipendenze del Ministero della difesa, sostituendo il modello AT. Per analogia ad esso, a volte viene indicata come "Tessera AT elettronica", o "ATe".

## Caratteristiche
Fisicamente, si presenta come una tessera in policarbonato contenente varie tipologie d'informazioni utilizzabili nell'ambito della pubblica amministrazione italiana, ed ha le dimensioni standard di una carta di credito. Sul fronte della carta sono presenti in forma scritta i dati identificativi del possessore e la sua fotografia.
Nella parte inferiore del retro della carta è presente una stringa di caratteri OCR a scopo MRTD (Machine Readable Travel Document) secondo lo standard internazionale ICAO. Sul retro vi è un chip elettronico, in cui sono codificate varie informazioni del titolare quali: i dati anagrafici, dati amministrativi, sanitari, e biometrici, come le impronte digitali.

## Funzioni
La carta contiene i dati personali e sanitari del soggetto cui sia rilasciata e consente inoltre di assolvere a funzioni di firma digitale, e in base al D.P.R. 28 dicembre 2000, n. 445, è ritenuta documento valido all'identificazione personale .

## Validità
Le carte in precedenza avevano validità di cinque anni, mentre con l'entrata in vigore del decreto-legge n.5/2012 è prevista una validità di dieci anni.